# It's Possible
"It's Possible", skriven av by Per Gessle och framförd av Roxette, blev första singeln ut från duons album Travelling. Singeln utnämndes av BBC Radio 2 till Veckans skiva den 17 mars 2012, och A-listades den 22 mars samma år.
27 maj 2012 debuterade låten på Svensktoppen.

## Låtlista
- Digital download[3]

1. "It's Possible" (Version One) [Radio Edit] – 2:34

- CD-singel[4]

1. "It's Possible" (Version One) [Radio Edit] – 2:34
2. "It's Possible" (Tits & Ass Demo July 26, 2011) - 2:33

### Fotnoter
1. ↑  ”BBC Radio 2 Playlist”. BBC. 17 mars 2012. http://www.bbc.co.uk/radio2/music-events/playlist/index.shtml#rotw. Läst 19 mars 2012.
2. ↑  ”BBC Radio 2 Playlist”. Webcitation. 17 mars 2012. Arkiverad från originalet den 22 mars 2012. https://www.webcitation.org/66LqSxnZY?url=http://www.bbc.co.uk/radio2/music-events/playlist/. Läst 19 mars 2012.
3. ↑  ”It's Possible”. iTunes. http://itunes.apple.com/se/album/its-possible-version-one-radio/id506452048/. Läst 4 mars 2012.
4. ↑  ”It' Possible”. Amazon. http://www.amazon.de/Its-Possible-Roxette/dp/B007F46JG8/ref=sr_1_1?ie=UTF8&qid=1330884382&sr=8-1/. Läst 4 mars 2012.